# خورشیدگرفتگی ۳ نوامبر ۱۹۹۴
خورشیدگرفتگی ۳ نوامبر ۱۹۹۴ (به انگلیسی: Solar eclipse of November 3, 1994) یک خورشیدگرفتگی از نوع خورشیدگرفتگی کامل است. این خورشیدگرفتگی در تاریخ ۳ نوامبر ۱۹۹۴ میلادی (‎۱۲ آبان ۱۳۷۳ خورشیدی) روی داد که زمان اوج آن، ساعت ۱۳:۴۰:۰۶ به‌وقت ساعت هماهنگ جهانی بوده‌است. مدت زمان و طول این خورشیدگرفتگی ۴ دقیقه و ۲۳ ثانیه بود.